# Deli
Deliler (tur. deliler dosł. „szaleni”, lp. deli) – w Imperium Osmańskim formacja oddziałów lekkiej jazdy utrzymywanej przy granicy z krajami chrześcijańskimi, podczas wojny pełniąca funkcję straży przedniej.
Deliler pochodzili głównie z Rumelii, od żyjących tam Turków, Bośniaków, Chorwatów lub innych ludów słowiańskich. Formacja składała się z ochotników w wieku 20–25 lat, wyróżniających się odwagą. Ich patronem był drugi kalif Umar.
Byli uzbrojeni w szable (bułaty), tarcze, włócznie i buzdygany lub kiścienie. Ubierali się w zwierzęce skóry, m.in. lamparcie, niedźwiedzie, lwie lub hienie, oraz przywdziewali ptasie pióra wedle własnej zasady „Co los da, to ubiorę”. Służyli przede wszystkich w wojskach granicznych. Mieli reputację ludzi nieustraszonych i bezlitosnych. Według legendy, ćwiczyli uderzając gołą ręką marmur.